# 31e armée (Union soviétique)
Pour les articles homonymes, voir 31e armée.
La 31e armée était une unité de l'armée rouge durant la Grande Guerre patriotique.

## Historique opérationnel

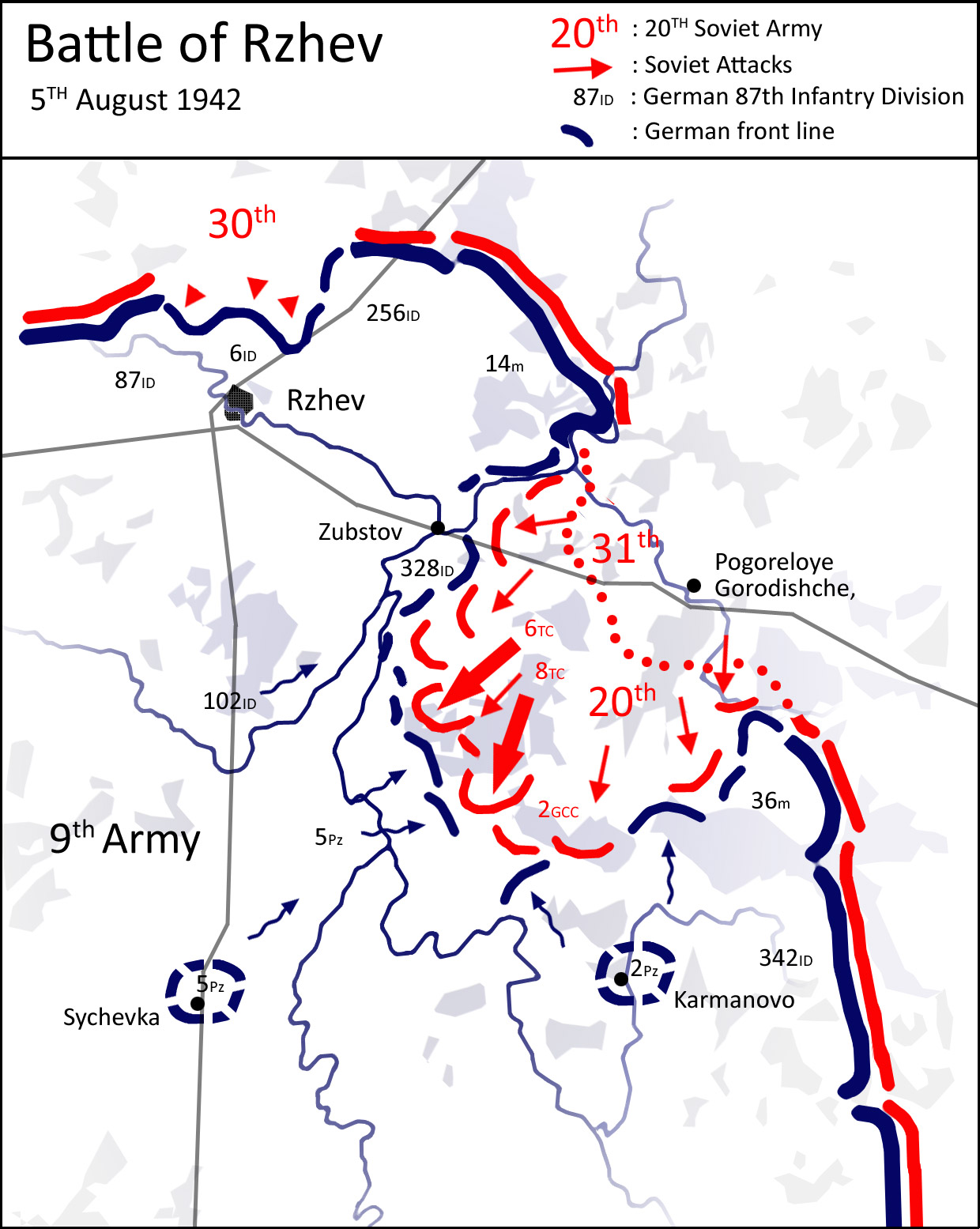
Position de la 31e armée le 5 août 1942 durant la Batailles de Rjev (1942).

L'armée est créée dans la région de Moscou le 15 juin 1941.
Le 5 décembre 1941 à Moscou Bataille de Moscou. De janvier à mars 1942 la Batailles de Rjev (1942). En avril, vers Zubtsov. De novembre à décembre 1942, l'armée participe à l'Opération Mars. En 1942 la Batailles de Rjev (1942). En mars 1943, vers le fleuve Dniepr. En août 1943, elle participe à l'Operation Suvorov puis à la Bataille de Smolensk (1943). En février elle participe à la libération de Brest (Biélorussie). En juin elle participe à l'opération Bagration. En 1945 elle participe à l'Offensive Prague.

## Liste des commandants
- Juillet - Octobre 1941 : Major Général Vassili Dalmatov (ru)[1]
- Octobre 1941 – Mars 1942 : Major General Vassili Iouchkevitch (ru)
- Mars – Avril 1942 : Major General Vladimir Vostroukhov (ru)[2]
- Avril 1942 – février 1943 : Major General Vitaly Polenov[3]
- Février 1943 – Mai 1944 : Major General Vladimir Glouzdovski (ru)
- Mai – Décembre 1944 : Lieutenant général Vassili Glagolev (ru)
- Décembre 1944 – Mai 1945) : Lieutenant-général Piotr Chafranov (ru)